# Paniara
Paniara é uma vila no distrito de Haora, no estado indiano de Bengala Ocidental.

## Demografia
Segundo o censo de 2001, Paniara tinha uma população de 6708 habitantes. Os indivíduos do sexo masculino constituem 51% da população e os do sexo feminino 49%. Paniara tem uma taxa de literacia de 62%, superior à média nacional de 59,5%: a literacia no sexo masculino é de 68% e no sexo feminino é de 56%. Em Paniara, 15% da população está abaixo dos 6 anos de idade.